# Gino Iseppi
Gino Iseppi (Torino, 6 ottobre 1957) è un ex canottiere italiano.

## Biografia
Nato nel 1957 a Torino, a 18 anni ha partecipato ai Giochi olimpici di Montréal 1976, nel quattro con, insieme a Enzo Borgonovi, Battista Paganelli, Ariosto Temporin e Paolo Trisciani, chiudendo la batteria al 5º posto con il tempo di 6'44"81, passando in semifinale grazie al 3º posto nel ripescaggio in 6'25"43, chiudendo poi 6º in semifinale con il tempo di 6'17"79 e 12º totale, con il 6º posto nella finale B in 6'55"53.
8 anni dopo, a 26 anni, ha preso di nuovo parte alle Olimpiadi, quelle di Los Angeles 1984, ancora nel quattro con, insieme a Giuseppe Carando, Siro Meli, Giovanni Sergi Sergas e Giovanni Suarez, vincendo la batteria con il tempo di 6'23"04 e accedendo direttamente alla finale, chiusa al 4º posto in 6'26"44, a poco meno di 3 secondi dalla Nuova Zelanda, vincitrice della medaglia di bronzo.
L'anno successivo ha vinto l'argento nel quattro con ai Mondiali di Heindonk 1985, insieme a Giuseppe Carando, Mario Lafranconi, Siro Meli e Giovanni Suarez, chiudendo in 6'08"79, dietro solo all'Unione Sovietica.

## Palmarès

### Mondiali
- 1 medaglia:
  - 1 argento (Quattro con a Heindonk 1985)